# JFK/UMass (Metro de Boston)
JFK/UMass es una estación en la línea Roja del Metro de Boston y la línea Greenbush, línea Middleborough/Lakeville y la línea Plymouth/Kingston del tren de Cercanías de Boston. La estación se encuentra localizada en 599 Old Colony Avenue en Boston, Massachusetts. La estación JFK/UMass fue inaugurada el 5 de noviembre de 1927. La Autoridad de Transporte de la Bahía de Massachusetts es la encargada por el mantenimiento y administración de la estación. Desde aquí la línea se divide en dos configuraciones, el Ramal hacia Ashmont es el de la estación Savin Hill, y para llegar a Braintree se tiene que transferir al tren que va hacia Braintree.

## Descripción
La estación JFK/UMass cuenta con 2 plataformas centrales (línea Roja) y 1 plataforma lateral (cercanías) y 5 vías. 

## Conexiones
La estación es abastecida por las siguientes conexiones: 
- Rutas de autobuses: 5, 8, 16, 41